# ヤドリノボタン属
ヤドリノボタン属（ヤドリノボタンぞく、Medinilla）はノボタン科の常緑低木。メディニラ属とも表記される。

## 特徴
葉は卵形で輪生〜対生、無毛、長さ10–30 cmと大きく、5–7脈が目立ち、巨大なノボタンといった印象。花は桃色〜紅色、径2 cmほどで、長さ30 cmの大きな円錐花序を下垂させる。花序の基部に苞をもつ種ともたない種がある。

## 分布、下位分類
旧熱帯で300種に分化。日本国内の植物園などでみられる主な種は以下の通り。
- オオバヤドリノボタン M. magnifica　フィリピン原産。苞をもつ
  - メディニラ '火の鳥' M. magnifica × M. miniata　日本で作出された交配種。苞をもつ
- サンゴノボタン M. speciosa　マレーシア原産。苞無し
- メディニラ・クラサタ M. crassata　フィリピン原産。苞無し

## 利用
日本では植物園や温室でよく栽培される。沖縄県内では園芸店で市販、庭植えなどで利用。

## ギャラリー
ヤドリノボタン属各種
- 交配種（火の鳥）
（沖縄県うるま市 幸和ガーデン）
- サンゴノボタン
（熱帯ドリームセンター）
- サンゴノボタンの花
（熱帯ドリームセンター）
- メディニラ・クラサタ
（東山動植物園）
- メディニラ・クラサタの花
（東山動植物園）